# I-18 (tàu ngầm Nhật)
I-18 là một tàu ngầm tuần dương thuộc lớp Type C được Hải quân Đế quốc Nhật Bản chế tạo ngay trước Chiến tranh Thế giới thứ hai. Nhập biên chế năm 1940, nó đã phóng tàu ngầm bỏ túi tham gia Tấn công Trân Châu Cảng và trong cuộc tấn công tàu bè Đồng Minh tại Diego-Suarez, Madagascar, tham gia tuần tra càn quét tàu bè trong Ấn Độ Dương, cũng như tham gia Chiến dịch Guadalcanal trước khi bị tàu khu trục Hoa Kỳ USS Fletcher đánh chìm trong biển Coral vào ngày 11 tháng 2, 1943.

## Thiết kế và chế tạo

### Thiết kế
Tàu ngầm Type C được thiết kế dựa trên phân lớp KD6 của lớp Kaidai dẫn trước, nhưng trang bị vũ khí ngư lôi mạnh hơn để tấn công tầm xa. Chúng có trọng lượng choán nước 2.595 tấn (2.554 tấn Anh) khi nổi và 3.618 tấn (3.561 tấn Anh) khi lặn, lườn tàu có chiều dài 109,3 m (358 ft 7 in), mạn tàu rộng 9,1 m (29 ft 10 in) và mớn nước sâu 5,3 m (17 ft 5 in). Con tàu có thể lặn sâu đến 100 m (328 ft).
Tàu ngầm Type C được trang bị hai động cơ diesel công suất 6.200 mã lực phanh (4.623 kW), mỗi chiếc vận hành một trục chân vịt. Khi lặn, mỗi trục được vận hành bởi một động cơ điện công suất 1.000 mã lực (746 kW). Khi di chuyển trên mặt nước nó đạt tốc độ tối đa 23,6 hải lý trên giờ (43,7 km/h; 27,2 mph) và 8 hải lý trên giờ (15 km/h; 9,2 mph) khi lặn dưới nước, tầm xa hoạt động của Type C là 14.000 hải lý (26.000 km; 16.000 mi) ở tốc độ 16 hải lý trên giờ (30 km/h; 18 mph), và có thể lặn xa 60 nmi (110 km; 69 mi) ở tốc độ 3 hải lý trên giờ (5,6 km/h; 3,5 mph).
Các con tàu có tám ống phóng ngư lôi 53,3 cm (21,0 in), tất cả được bố trí trước mũi, và mang theo tổng cộng 20 quả ngư lôi. Vũ khí trên boong tàu bao gồm khẩu hải pháo 14 cm (5,5 in), cùng hai pháo phòng không 25 mm Type 96 nòng đơn hoặc nòng đôi. Các bộ gá trên boong tàu phía sau tháp chỉ huy cho phép nó vận chuyển và phóng một tàu ngầm bỏ túi Type A (Kō-hyōteki).

### Chế tạo
Được đặt hàng trong Chương trình Maru 3 năm 1937, I-18 được đặt lườn như là chiếc Tàu ngầm số 45 tại Xưởng vũ khí Hải quân Sasebo ở Sasebo vào ngày 25 tháng 8, 1937. Nó được đổi tên thành I-18 vào ngày 1 tháng 6, 1938 trước khi được hạ thủy vào ngày 12 tháng 11, 1938. Con tàu hoàn tất và nhập biên chế vào ngày 31 tháng 1, 1941, dưới quyền chỉ huy của Trung tá Hải quân Hatanaka Sumihiko.

## Lịch sử hoạt động

### 1940 - 1941
Sau khi nhập biên chế, I-18 được phối thuộc cùng Quân khu Hải quân Yokosuka, và được điều về Đội tàu ngầm 2 thuộc Hải đội Tàu ngầm 1, trực thuộc Đệ Lục hạm đội. Vào mùa Thu năm 1941, nó cùng các tàu ngầm chị em I-16, I-20, I-22 và I-24 được cải biến thành tàu ngầm mẹ để mang tàu ngầm bỏ túi Type A (Kō-hyōteki).
Trung tá Hải quân Otani Kiyonori tiếp nhận quyền chỉ huy I-18 từ ngày 25 tháng 8, 1941, Đến ngày 15 tháng 11, I-18 được điều về Đội tàu ngầm 2 vốn còn bao gồm các tàu ngầm I-19 và I-20, nhưng vẫn trực thuộc Hải đội Tàu ngầm 1 thuộc Đệ Lục hạm đội. Tại Căn cứ Hải quân Kure vào ngày 17 tháng 11, I-18 được phân về Đơn vị Tấn công Đặc biệt dưới quyền Tư lệnh Đội tàu ngầm 3, Đại tá Hải quân Sasaki Hankyu, vốn bao gồm các tàu ngầm chị em I-16, I-20, I-22 và I-24, do I-22 đảm trách vai trò soái hạm. Các hạm trưởng được thông báo chi tiết về Chiến dịch Z và vai trò của tàu ngầm mẹ mang tàu ngầm bỏ túi trong kế hoạch tấn công Trân Châu Cảng sắp diễn ra.
Vào ngày 18 tháng 11, năm chiếc tàu ngầm di chuyển từ Kure đến Khu vực Thực hành Hải quân Kamegakubi, nơi mỗi chiếc nhận lên tàu một tàu ngầm bỏ túi Type A. Đến 02 giờ 15 phút ngày 19 tháng 11, họ khởi hành từ Kamegakubi để hướng sang khu vực quần đảo Hawaii, theo một lộ trình trực tiếp ngang qua phía Nam đảo san hô Midway. Lúc đang trên đường đi, vào ngày 2 tháng 12, họ nhận được thông điệp từ Hạm đội Liên hợp: "Leo núi Niitaka 1208" (tiếng Nhật: Niitakayama nobore 1208), là mật lệnh cho biết chiến sự với Khối Đồng Minh sẽ bắt đầu vào ngày 8 tháng 12 (theo giờ Nhật Bản, tức ngày 7 tháng 12 tại Hawaii bên kia đường đổi ngày).

#### Trận Trân Châu Cảng
Lúc 02 giờ 15 phút ngày 7 tháng 12, ở phía Nam Oahu I-18 tung ra chiếc tàu ngầm bỏ túi Số 18 của nó, ở vị trí cách lối ra vào Trân Châu Cảng khoảng 13 nmi (24 km). Số 18 trúng mìn sâu và đắm với tổn thất toàn bộ hai thành viên thủy thủ đoàn bên ngoài vũng biển Keehi. Xác tàu đắm của Số 17 ở độ sâu 75 ft (23 m) được tìm thấy vào ngày 13 tháng 6, 1960; và khi tàu cứu hộ tàu ngầm Hoa Kỳ USS Current (ARS-22) trục vớt Số 17 vào ngày 6 tháng 7, 1960, không có thi thể nào được tìm thấy bên trong tàu, nên không rõ số phận hai thành viên thủy thủ đoàn. Theo yêu cầu của chính phủ Nhật Bản, phía Hoa Kỳ hoàn trả xác tàu cho Nhật Bản, và hiện đang được trưng bày tại Học viện Hải quân Etajima ở Etajima, Hiroshima. Không có chiếc tàu trong số năm tàu ngầm bỏ túi quay trở lại.
I-18 cùng bốn tàu ngầm "mẹ" khác sau đó đi đến khu vực thu hồi các tàu ngầm bỏ túi dự định về phía Tây Lanai, nơi họ trải qua đêm 7-8 tháng 12. Đến sáng sớm ngày 9 tháng 12, I-18, I-20 và I-24 được lệnh rời khu vực thu hồi, nhưng I-16 và I-22 tiếp tục ở lại cho đến ngày 11 tháng 12. I-18 rời vùng biển Hawaii vào ngày 12 tháng 12, đi đến Kwajalein vào ngày 22 tháng 12.

### 1942

#### Chuyến tuần tra thứ nhất
Vào ngày 4 tháng 1, 1942, I-18, I-22 và I-24 khởi hành từ Kwajalein cho chuyến tuần tra đầu tiên trong chiến tranh tại khu vực quần đảo Hawaii, dưới quyền chỉ huy chung của Tư lệnh Đội tàu ngầm 2 bên trên soái hạm I-18. Nó phát hiện Lực lượng Đặc nhiệm 11 Hải quân Hoa Kỳ, hình thành chung quanh tàu sân bay USS Lexington, đang di chuyển ở vị trí 550 nmi (1.020 km) về phía Tây Hawaii vào ngày 9 tháng 1. Đến ngày 10 tháng 1, ở vị trí 130 nmi (240 km) về phía Đông Bắc đảo Johnston, nó lại trông thấy hai máy bay ném bom bổ nhào SBD Dauntless xuất phát từ Lexington đang hướng sang phía Tây, cho phép chiếc tàu ngầm tính toán ước lượng vị trí tàu sân bay đối phương và báo cáo.
Vào ngày 18 tháng 1, I-18, I-22 và I-24 được lệnh rời khỏi khu vực tuần tra, và yêu cầu I-18 cùng I-24 đi đến quần đảo Tây Bắc Hawaii để bắn phá đảo san hô Midway. Đến ngày 24 tháng 1, I-18 trinh sát Midway qua kính tiềm vọng, rồi sang ngày hôm sau cả hai chiếc tàu ngầm trồi lên mặt nước lúc trời tối để bắn phá. I-24 khai hỏa khẩu hải pháo 14 cm (5,5 in) trên boong, nhưng bị pháo phòng thủ duyên hải của Thủy quân Lục chiến Hoa Kỳ bắn trả ngay lập tức, buộc chiếc phải lặn xuống ẩn nấp sau khi chỉ kịp bắn sáu phát đạn pháo. I-18 cũng phải lặn xuống mà chưa bắn phát đạn nào.
Sau nỗ lực bắn phá không thành công, I-18 cùng với I-24 và I-22 lên đường quay trở về Nhật Bản. Họ hoàn toàn không biết rằng tàu ngầm Hoa Kỳ USS Gudgeon đã nhận được thông tin tình báo tín hiệu được bẻ khóa tiết lộ hoạt động và lịch trình của họ. Gudgeon không tìm thấy các mục tiêu dự định, nhưng trong khi tìm kiếm lại phát hiện và tấn công, đánh chìm tàu ngầm I-73 vốn đang di chuyển trên cùng lộ trình, ở vị trí cách 240 nmi (280 mi) về phía Tây Midway vào ngày 27 tháng 1. I-18 về đến Yokosuka cùng với I-22, I-24 và các tàu ngầm I-4, I-5, I-6 và I-7 vào ngày 2 tháng 2. Sau đó I-18 chuyển đến Kure, rồi rời Kure vào ngày 18 tháng 3 và ở lại vùng biển Nhật Bản cho đến tháng 4.
Trong khi I-18 ở lại vùng biển nhà, Hải quân Đức Quốc Xã chính thức yêu cầu Hải quân Nhật Bản tấn công tàu bè Đồng Minh tại Ấn Độ Dương, nên vào ngày 8 tháng 4, Hải quân Nhật Bản quyết định phái Đội tàu ngầm 1 đến hoạt động ngoài khơi bờ biển Đông Phi, nên rút đơn vị này từ Kwajalein để quay trở về Nhật Bản. Đến ngày 16 tháng 4, I-18 được điều sang Đơn vị "A" mới được thành lập trong biên chế Hải đội Tàu ngầm 8, bao gồm I-10, I-16, I-20, I-30, các tàu ngầm bỏ túi cùng các tàu tuần dương phụ trợ Aikoku Maru và Hōkoku Maru, vốn sẽ hoạt động như những tàu tiếp liệu cho tàu ngầm. Đơn vị "A" lên đường lúc 11 giờ 00 ngày hôm đó để hướng sang Penang, Malaya thuộc Anh đã bị Nhật chiếm đóng.
Đơn vị "A" chỉ vừa mới khởi hành được hai ngày khi xảy ra vụ Không kích Doolittle vào ngày 18 tháng 4, khi 16 máy bay ném bom B-25 Mitchell của Không lực Lục quân quân Hoa Kỳ xuất phát từ tàu sân bay USS Hornet (CV-8) đã ném bom xuống các mục tiêu trên đảo Honshū. Bộ tư lệnh Đệ Lục hạm đội ra lệnh cho Đơn vị "A" lập tức chuyển hướng sang phía Đông Bắc, đi đến phía Bắc quần đảo Bonin để đánh chặn lực lượng đặc nhiệm Hoa Kỳ vốn đã tung ra cuộc không kích. Đơn vị đã không tìm thấy đôi phương, nên tiếp tục hành trình sau đó.
I-30 cùng Aikoku Maru ghé lại cảng Penang từ ngày 20 đến ngày 22 tháng 4, trước khi tiến vào Ấn Độ Dương và hoạt động trinh sát tiền trạm tại khu vực dự định hoạt động của Đơn vị "A". Phần còn lại của Đơn vị "A" đi đến Penang vào ngày 27 tháng 4, nơi họ gặp gỡ tàu chở thủy phi cơ Nisshin,vốn được cải biến để vận chuyển tàu ngầm bỏ túi Type A. I-16, I-18 và I-20 mỗi chiếc nhận một tàu ngầm bỏ túi tại Penang.

#### Tuần tra tại Ấn Độ Dương
I-18 cùng phần còn lại của Đơn vị "A", do I-10 đảm trách vai trò soái hạm, khởi hành từ cảng Penang vào ngày 30 tháng 4 và hướng sang phía Tây để tiến vào Ấn Độ Dương. Trên đường đi, các tàu ngầm được các chiếc Aikoku Maru và Hōkoku Maru tiếp nhiên liệu trên biển trong các ngày 5, 10 và 15 tháng 5. Ở vị trí về phía Đông Nam Madagascar vào ngày 17 tháng 5, I-18 gặp sự cố khi biển động mạnh khiến nước biển tràn vào làm ngập khoang động cơ diesel bên mạn trái và bị hư hại 4 xy lanh. Điều này đã ngăn trở chiếc tàu ngầm đi đến địa điểm phóng tàu ngầm bỏ túi đúng theo kế hoạch.
Chiếc thủy phi cơ Yokosuka E14Y1 của I-10 bắt đầu hoạt động trinh sát các cảng Nam Phi, khi thực hiện một phi vụ trinh sát bên trên Durban vào ngày 20 tháng 5, và lần lượt sau đó là East London, Port Elizabeth và Simon's Town trong một tuần lễ tiếp theo. Trong đêm 29 tháng 5, chiếc Yokosuka E14Y1 của I-10 trinh sát bên trên Diego-Suarez, Madagascar và phát hiện thiết giáp hạm Anh HMS Ramillies trong số tàu bè neo đậu tại đây. Tư lệnh Đơn vị "A" quyết định chọn Diego-Suarez là mục tiêu cho đợt tấn công bằng tàu ngầm bỏ túi, lên kế hoạch thực hiện vào ngày 30 tháng 5. I-16 và I-20 đã phóng tàu ngầm bỏ túi của họ ở vị trí cách 10 nmi (19 km) ngoài khơi Diego-Suarez vào ngày 30 tháng 5, nhưng I-18 không thể phóng do tàu ngầm bỏ túi của nó gặp trục trặc động cơ.
Hoàn thành nhiệm vụ tấn công bằng tàu ngầm bỏ túi, Đơn vị "A" chuyển sang tuần tra săn tàu buôn đối phương. I-18 đã tấn công và đánh chìm tàu buôn Na Uy Wilford 2.158 GRT trong eo biển Mozambique tại tọa độ 20°20′N 36°47′Đ / 20,333°N 36,783°Đ vào ngày 8 tháng 6, rồi phóng bỏ chiếc tàu ngầm bỏ túi của nó vào ngày 9 tháng 6. Đến ngày 1 tháng 7, nó phóng ngư lôi và gây hư hại cho chiếc tàu buôn Hà Lan De Weert 1.805 GRT, khiến mục tiêu này đắm hai ngày sau đó tại tọa độ 25°12′N 35°56′Đ / 25,2°N 35,933°Đ.
Đến ngày 2 tháng 7, I-18 tìm cách tấn công chiếc tàu buôn vũ trang Anh Phemius 7.406 GRT, nhưng các quả ngư lôi của I-18 bị kích nổ sớm, và Phemius chống trả bằng hải pháo; I-18 thoát được mà không bị hư hại. Trong Ấn Độ Dương về phía Nam vịnh St. Lucia, Nam Phi vào ngày 6 tháng 7, nó phóng ngư lôi tấn công và gây hư hại cho chiếc Mundra 7.641 GRT, rồi đánh chìm mục tiêu bằng hải pháo tại tọa độ 28°45′N 32°20′Đ / 28,75°N 32,333°Đ. Nhiều máy bay của Không quân Hoàng gia Anh và Không quân Nam Phi đã được tung ra để truy tìm chiếc tàu ngầm, nhưng I-18 đã thoát được.
I-18 đã tiến hành trinh sát Rodrigues vào ngày 20 tháng 7, và Diego Garcia vào ngày 31 tháng 7, trước khi lên đường quay trở về căn cứ. Khi gần về đến Penang vào ngày 2 tháng 8, nó phát hiện một tàu ngầm không rõ nhận dạng, có thể là một tàu ngầm Anh, đang truy đuổi theo I-18. Tuy nhiên I-18 đi đến cảng Penang an toàn cùng vào ngày hôm đó. Chiếc tàu ngầm tiếp tục lên đường quay trở về Nhật Bản để sửa chữa và nâng cấp, đi đến Yokosuka vào ngày 23 tháng 8.

### 1943

#### Chiến dịch Guadalcanal
Trong khi I-18 đang được đại tu, Chiến dịch Guadalcanal bắt đầu vào ngày 7 tháng 8, khi lực lượng Thủy quân Lục chiến Hoa Kỳ đổ bộ lên Guadalcanal, Tulagi, đảo Florida, Gavutu và Tanambogo ở phía Đông Nam quần đảo Solomon. Do đó sau khi hoàn tất việc sửa chữa, I-18 khởi hành từ căn cứ Kure vào ngày 17 tháng 12 để tham gia các hoạt động tại khu vực quần đảo Solomon. Sau khi ghé qua căn cứ Truk, chiếc tàu ngầm tiếp tục đi đến khu vực neo đậu ngoài khơi đảo Shortland quần đảo Shortland để bắt đầu các chuyến đi tiếp liệu. Vào sáng sớm ngày 3 tháng 1, 1943, tàu ngầm Hoa Kỳ USS Grayback (SS-208) phát hiện I-18 đang di chuyển trên mặt nước trong biển Solomon về phía Tây Nam Rendova tại tọa độ 08°49′B 157°09′Đ / 8,817°B 157,15°Đ, nên đã phóng ngư lôi tấn công. Grayback nghe thấy tiếng nổ, nên tin rằng đã đánh chìm được tàu ngầm đối phương; tuy nhiên các quả ngư lôi của Grayback đã bị kích nổ sớm, vì I-18 đã lặn xuống né tránh mà không bị hư hại gì.
I-18 thực hiện được tổng cộng ba chuyến đi tiếp liệu cho lực lượng Nhật Bản đang tham gia chiến đấu tại Guadalcanal, cho chất dỡ hàng tiếp liệu ngoài khơi mũi Esperance về phía bờ biển Tây Bắc Guadalcanal. Nó chuyển giao được 15 tấn hàng hóa trong các thùng tiếp liệu vào ngày 5 tháng 1, rồi 25 tấn hàng hóa trong các thùng tiếp liệu vào ngày 11 tháng 1. Đến ngày 22 tháng 1, chiếc tàu ngầm xuất phát từ Truk cho chuyến đi tiếp liệu cuối cùng, vận chuyển được 18 tấn hàng hóa trong các thùng tiếp liệu đến mũi Esperance vào ngày 26 tháng 1.
Đến ngày 28 tháng 1, I-18 được phối thuộc cùng Lực lượng Tàu ngầm "A" và được phái đến hoạt động tại các vùng biển về phía Bắc đảo Rennell và phía Nam Guadalcanal. Tại đây nó hình thành nên một tuyến tuần tra, phục vụ cùng các tàu ngầm I-11 (soái hạm), I-16, I-17, I-20, I-25, I-26, I-32 và I-176, nhằm ngăn chặn lực lượng hải quân Đồng Minh có khả năng can thiệp vào Chiến dịch Ke, cuộc triệt thoái lực lượng Nhật Bản đang trú đóng tại Guadalcanal. Đến ngày 2 tháng 2, Lực lượng Tàu ngầm "A" được lệnh đánh chặn một lực lượng đặc nhiệm tàu sân bay Hoa Kỳ ở vị trí 100 nmi (190 km) về phía Đông Nam đảo San Cristóbal, nhưng họ đã không tìm thấy mục tiêu.
Nhật Bản hoàn tất Chiến dịch Ke vào ngày 9 tháng 2, sau khi di tản được 11.700 binh lính khỏi Guadalcanal. Vào ngày hôm đó, Lực lượng Tàu ngầm "A" được lệnh đắnh chặn một lực lượng hải quân Hoa Kỳ ở vị trí 150 nmi (280 km) về phía Đông Nam đảo Rennell. Hai tàu ngầm bao gồm I-18 đã phát hiện và tấn công đối phương trước khi mất dấu mục tiêu. Trong ngày đó, Tư lệnh Lực lượng Tàu ngầm "A" ra lệnh cho mọi tàu ngầm ngoại trừ I-11 và I-17 rút lui về Truk.

#### Bị mất
Vào ngày 11 tháng 2, 1943, I-18 báo cáo phát hiện một lực lượng đặc nhiệm Hoa Kỳ trong biển Coral cách 200 nmi (370 km) về phía Nam đảo San Cristóbal. Một thủy phi cơ OS2U Kingfisher xuất phát từ tàu tuần dương hạng nhẹ USS Helena đã phát hiện chiếc tàu ngầm đang ở cách lực lượng đặc nhiệm 9 nmi (17 km), nên thả một phao tiêu khói đánh dấu và báo cáo vị trí cho tàu khu trục USS Fletcher. Fletcher dò được tín hiệu sonar của I-18 ngay trước mặt ở khoảng cách 2.900 yd (2.700 m) nên thả một lượt mìn sâu tấn công lúc 15 giờ 27 phút. Đến 15 giờ 39 phút, chiếc tàu khu trục nhìn thấy những bọt khí lớn và dầu trồi lên mặt nước, rồi nghe thấy một tiếng nổ lớn dưới nước lúc 15 giờ 43 phút. Nó thả thêm ba quả mìn sâu vào giữa vệt dầu loang, rồi đến 15 giờ 46 bắt đầu thấy nhiều mảnh vỡ các loại trồi lên mặt nước cùng vệt dầu loang rất lớn. I-18 đã bị đánh chìm với tổn thất toàn bộ 102 thành viên thủy thủ đoàn tại tọa độ 14°15′N 161°53′Đ / 14,25°N 161,883°Đ.
Hải quân Nhật Bản công bố I-18 có thể đã bị mất tích tại khu vực biển Coral vào ngày nó bị đánh chìm. Tên nó được cho rút khỏi đăng bạ hải quân vào ngày 1 tháng 4, 1943.